# R62号の発明
『R62号の発明』（アールろくじゅうにごうのはつめい）は、安部公房の短編小説。SF小説とみなされることもある。会社を馘になり、自殺しようとしていた機械技師が、国際秘密クラブに自分を「死体」として売り、生きたままロボットにされる物語。労働運動を阻止するため、「人間は機械のよきしもべとなること」というクラブの政策方針のもとに作製された技術ロボットR62号が、かつて自分を解雇した会社に派遣され新式機械を発明し、機械と化した人間が機械を発明して人間に復讐するというパラドックスが描かれている。
1953年（昭和28年）、雑誌『文學界』3月号に掲載。単行本は1956年（昭和31年）12月10日に山内書店より刊行された。文庫版は新潮文庫で重版されている。

## あらすじ
失業し、運河に身を投げ自殺をしようとしていた機械技師は、学生から声をかけられ、死体を売ってほしいと頼まれた。そのアルバイト学生から事務所のあるビルへの地図を渡された。事務所の殺風景な窓のない部屋に通され、ベッドに拘束された彼は、脳の手術をされて人間ロボット・R62号となった。
ビルの地階のホールで開かれた国際Rクラブの第一回大会に集まった代議士、高官、銀行の頭取、大企業の重役たちを前に、R62号がお披露目された。所長は、「人間の果たすべき役割は機械のよきしもべとなることである」と演説し、クラブの事業計画として、将来は機械の血液成分たる大多数の人間を、すべてロボット化することを目標とし、その手はじめに技術ロボット・R62号を完成させたと発表した。
R62号は経営不振の高水製作所に貸与され、その間自由に仕事をさせることとなった。その製作所は、かつて彼が馘になった会社だった。アメリカの技師が来ると考えていた高水社長は彼を見て驚いたが、「R62号君の頭は完全にアメリカ製だ」と言う国際Rクラブの所長の説明と、登記がすめば高水もクラブに入会できるという条件で納得した。
7か月経ち、R62号の発明した新式工作機械の試運転が行なわれることになり、高水製作所に関係者が集まった。工場の外では労働者たちが集結し労働運動をしていた。R62号の機械に始動スイッチが押されると、高水社長が機械に抱き込まれた。R62号の説明どおりに機械は作動を続け、社長の指は次々と切断された。血だらけになり追いつめられた社長は、組合運動の労働者たちが「アメリカに売るな」と工場になだれ込んで配電盤のスイッチを切ってくれることを願った。しかしR62号の発明した新式機械は淡々と刃物を動かし続け、社長は惨殺された。

## 登場人物
彼
機械設計技術者。複合自動旋盤をやっていた。アメリカの技術出資により仕事がなくなり、馘になる。脳の手術を受けて、ロボットのR62号となる。弟は労働組合運動をやっている。
学生
国際Rクラブに雇われ、自殺志願者を探すアルバイトをしている。鼠が嫌い。ガソリンの匂いが好き。
草井
国際Rクラブの契約係。うすい鼻ひげを生やした運動選手のような男。
花井
国際Rクラブの秘書の女。短いタイトスカートに高いハイヒールを履き、縁無し眼鏡と耳輪をつけている。色素の少ない皮膚と粘膜のようなまぶた。R62号へ食事を運ぶ。
所長
国際Rクラブの所長。つやのある女性的な声。
ドクトル
ヘンリー石井。世界的脳外科医。ロボット製作者。
助手と看護婦
人間ロボット。30号と42号。
クラブ会員たち
代議士、高官、銀行の頭取、大企業の重役たち。
M銀行の老頭取
高水製作所へ貸与されるR62号に対し融資をする。
高水社長
高水製作所の社長。「彼」が馘になった会社の社長。

## 作品評価・解釈
人間がロボット（機械・鉱物）になる『R62号の発明』について渡辺広士は、「単なる人間対機械ではなく、機械になった人間が機械を発明して人間に復讐するというところに、安部流の二元連立方程式の少しこみいった解き方がある」とし、この作品にも、安部の他の短編に散見される「疎外の観念」から人間が「物」に変身したり、「動物＝人間という混合形」となる「観念の物質化」の発想があり、それは「現代科学の野心」から見て「未来にありうること」を利用し、「一種のSF的未来物語と見ることが可能な側面」を持っているが、「安部公房の〈人間中心主義〉へのアンチは決して非人間主義ではなく、人間の運命という問題意識を中心に据えたものであること」がその作品の結論から看取され、「この動物・植物・鉱物主義は、その問題意識において人間主義的である」と安部の作品傾向を解説している。
ゴーシュ・ダスティダー・デバシリタは『R62号の発明』の主題について、戦後復興を遂げた日本社会や産業がアメリカ産業の急速な導入と共に、「テクノロジーが人間世界を支配」しはじめていることへの批判姿勢が明確だとし、ここでロボットは「人間社会を支配し人間の労働力の尊厳を侵しているメタファーとなっている」と解説している。またデバシリタは、チェコの作家・カレル・チャペックの戯曲『R.U.R.（ロッサム万能ロボット会社）』と『R62号の発明』の両者に共通する問題意識に触れ、『R62号の発明』は、一般人がほとんど気にかけることのない、「機械の存在」が長期的に人間に与える影響や脅威への警告が示され、「人間性の機械化に焦点が当てられ、将来の人間の危機が予言されている」とし、そこでは、「機械としてのロボットが人間の知識をモノ化した物体であり、忠実な仲間として作動するものでありながら、それが逆転して人間さえ機械化の犠牲になってしまうというパラドックス」が浮かびあがり、「ロボットの発明は社会構造を変化させ、人間存在にかかわる重大な問題を証明する。ここにロボットの役割の移行または逆転が起こる」と論考している。
またデバシリタは、主人公が冒頭では無名であったのが、ロボット化されてからR62号の存在が認められ、高水社長に復讐をするという構図に触れ、それは逆に見れば、産業社会が高度になればなるほど人間が無力化されるという諷刺なのではないかとし、以下のように論考している。

## おもな刊行本
- 現代作家シリーズ1『R62号の発明』（山内書店、1956年12月10日）
  - 装幀：安部真知。
  - 収録作品：R62号の発明、変形の記録、死んだ娘が歌った、棒、人肉食用反対陳情団と三人の紳士達、盲腸、パニック、耳の値段、少女と魚、永久運動
- 文庫版『R62号の発明・鉛の卵』（新潮文庫、1974年8月25日。改版2010年） 
  - カバー装画：安部真知。付録・解説：渡辺広士。
  - 収録作品：Ｒ62号の発明、パニック、犬、変形の記録、死んだ娘が歌った、盲腸、棒、人肉食用反対陳情団と三人の紳士達、鍵、耳の値段、鏡と呼子、鉛の卵
  - ※ 2010年改版より、カバー装幀：近藤一弥（フォト：安部公房）。

## ラジオドラマ化
- 『R62号の発明』（NHKラジオ第1）　1980年（昭和55年）1月3日 
  - 脚本：山元清多。演出：長与孝子。音楽：宇野誠一郎。
  - 出演：佐藤慶（R62号）、三谷昇（高水）、佐藤博（学生）、田島令子（花井）、草野大悟（草井）、小池朝雄（所長）、中村伸郎（ドクトル）、飯田浩幾（Rクラブ会員）
  - ※ 1987年（昭和62年）2月に新潮社より「新潮カセットブック」として発売。